# Musée d'Art contemporain d'Anvers
Pour les articles homonymes, voir Musée d'art contemporain et HKA.
Le musée d'Art contemporain d'Anvers (néerlandais Museum van Hedendaagse Kunst Antwerpen, en abrégé M HKA ou MuHKA) est le musée d'art contemporain de la ville d'Anvers, en Belgique.
C'est l'un des plus importants musées d'art de Belgique. Il abrite une collection permanente d'œuvres contemporaines d'artistes belges et étrangers, une salle de cinéma « art et essai » ainsi qu'une importante bibliothèque sur l'art contemporain.

## Histoire
L'architecte Michel Grandsard, qui conçut ce musée en 1987 à partir d'une ancienne halle aux grains, assura aussi son agrandissement en 1997.
Le directeur du musée est Bart De Baere depuis 1992.

### Source de la traduction
- (en) Cet article est partiellement ou en totalité issu de l’article de Wikipédia en anglais intitulé « Museum of Modern Art, Antwerp » (voir la liste des auteurs).